# Pedra de l'Eloqüència
La Pedra de l'Eloqüència, Pedra de Blarney o Blarney Stone, és un bloc de pedra que segons la llegenda formava part de la Pedra de Scone; està situada a la part alta del castell de Blarney als afores de Cork, al comtat del mateix nom a Irlanda.
Segons diu la llegenda, besant la pedra per la part de baix s'obté el do de l'eloqüència. La pedra fou incrustada a la torre de l'homenatge al 1446.

## Història i llegenda

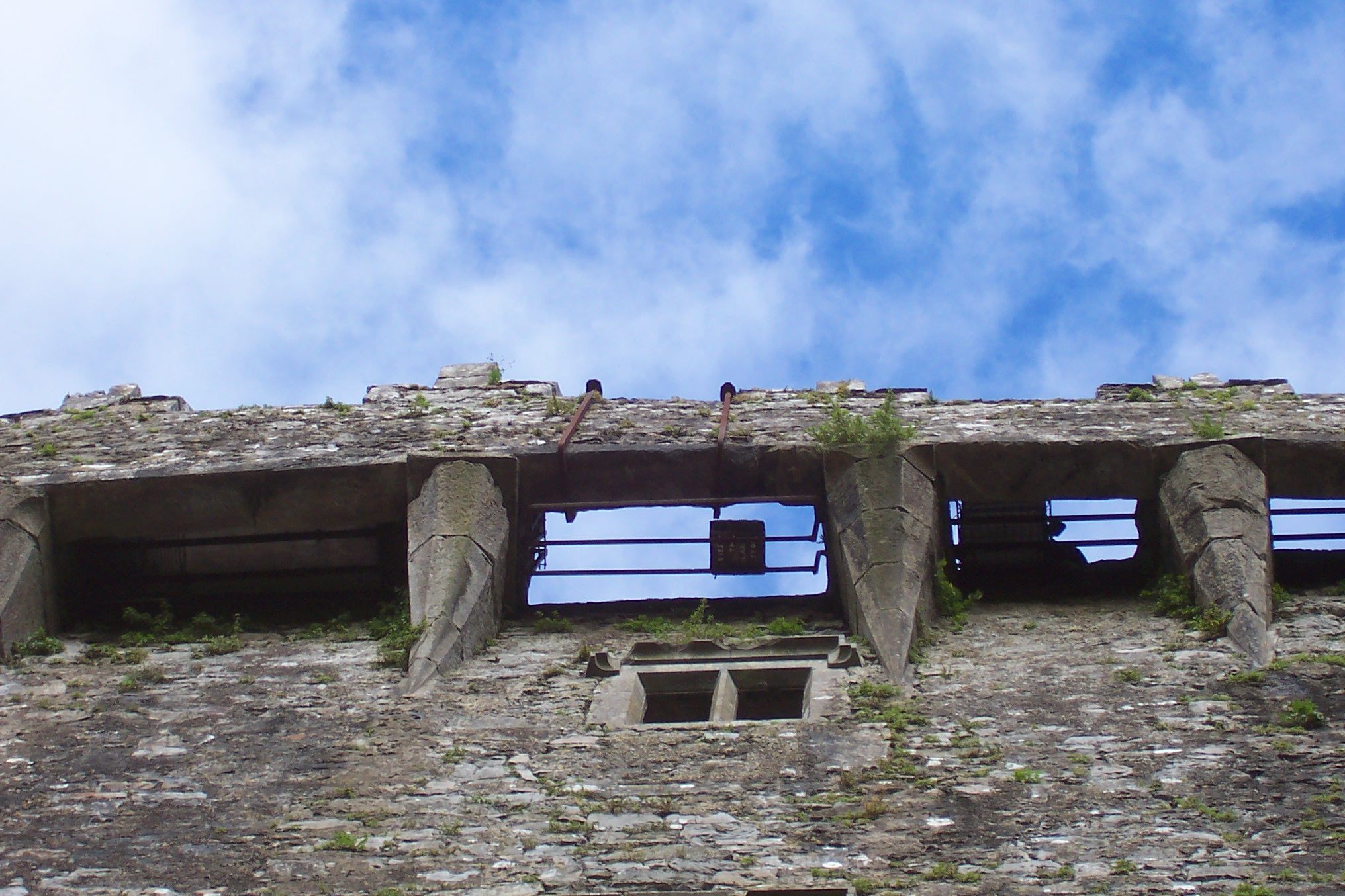
Vista des del sòl de la pedra

La llegenda diu que la pedra és un fragment de la Pedra de Scone, regalada a Irlanda per Robert I d'Escòcia (Robert the Bruce) el 1314, en agraïment per la seua col·laboració en la batalla de Bannockburn. El fragment de pedra fou donat a Cormac McCarthy, rei de Munster, que era l'amo de la fortalesa de Bantry.
Els propietaris del castell tenen diferents explicacions sobre l'origen de la pedra i els seus suposats poders. Així s'indica que:
- Era la pedra que Jacob usava com a coixí i la portà a Irlanda el profeta Jeremies.
- La pedra era el coixí usat per Columba de Iona al seu llit de mort.
- Era la Pedra d'Ezel, que David ocultà seguint el consell de Jonatan, mentre era perseguit per Saül i arribà a Irlanda gràcies a les croades.
- Era la roca que Moisés tocà amb un bastó fent rajar aigua per als israelitas durant el seu èxode d'Egipte.

Segons la tradició, en l'Institut Tecnològic de Texas de Lubbock s'exhibeix un fragment de la pedra en l'exterior de l'edifici d'Enginyeria elèctrica des de 1939.